# Monstera pittieri
Monstera pittieri — вид квіткових рослин з родини кліщинцевих (Araceae).

## Розповсюдження
Місцем проживання цього виду є Колумбія, Коста-Рика, Панама. Ця витка рослина росте переважно у вологому тропічному біомі.